# Voies romaines en Gaule
Pour un article plus général, voir Voies romaines.

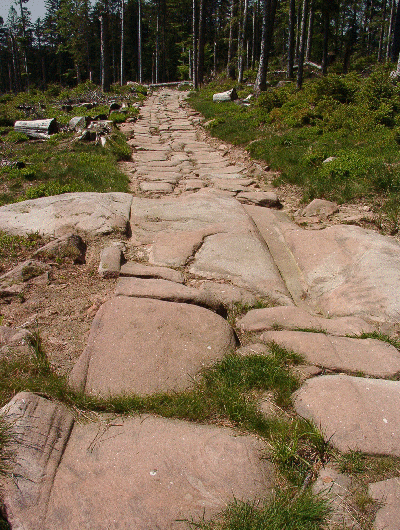
Voie romaine près de Raon-lès-Leau
(Meurthe-et-Moselle).

Les voies romaines en Gaule sont le développement par les Romains d'un réseau routier préexistant.

## Historique

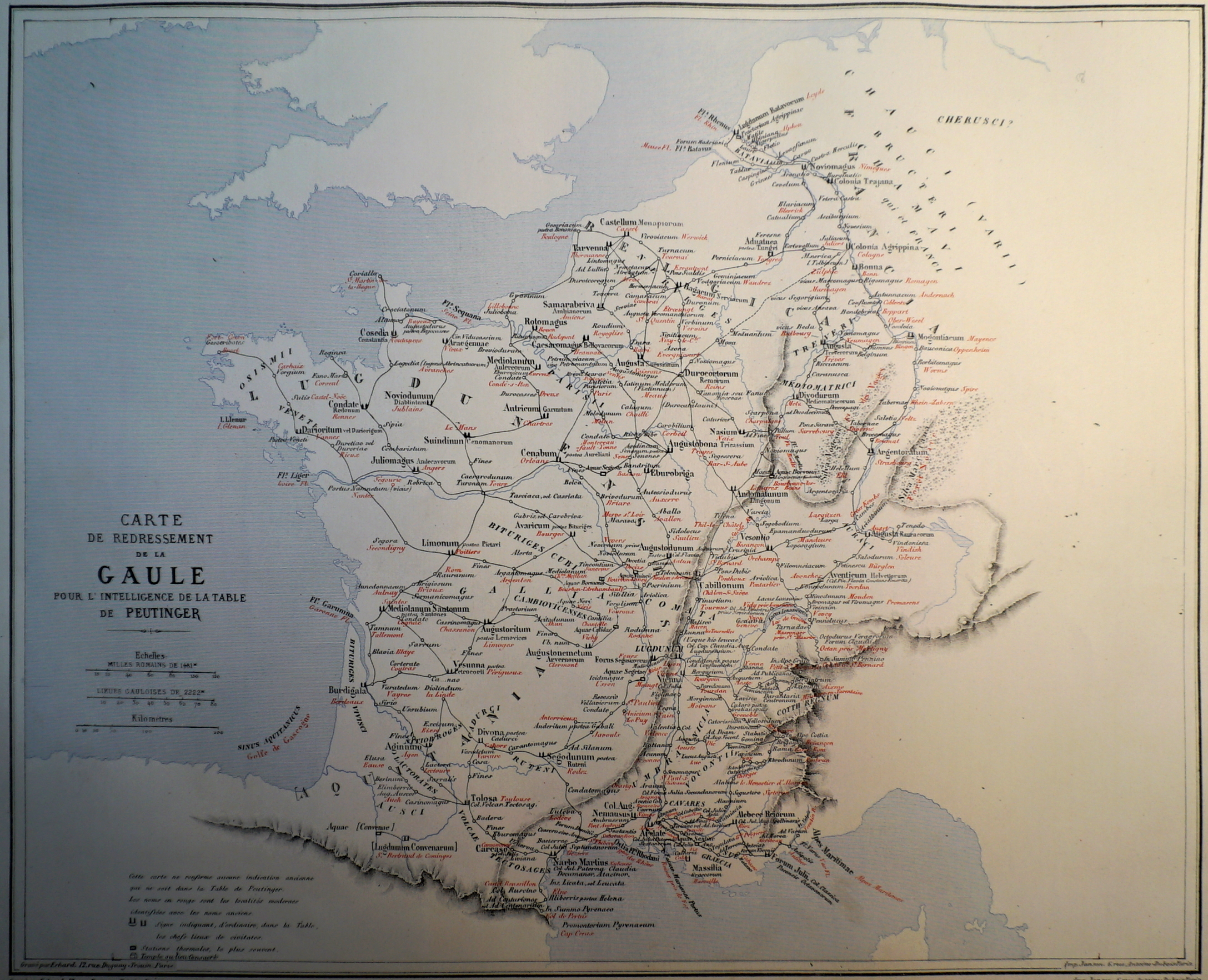
La carte de Peutinger projetée par Desjardin sur une représentation actuelle.

L'opinion générale selon laquelle les Romains seraient à l'origine de l'ensemble du réseau de voies antiques en Gaule n'est pas exacte.
Ainsi, Jules César, dans son œuvre De Bello Gallico (Commentaires sur la Guerre des Gaules), qui relate ses six années de campagne en Gaule, évoque la rapidité avec laquelle ses légions ont progressé sur le sol gaulois grâce à un réseau routier important et performant.
Mis à part la construction du pont sur le Rhin (« en dix jours, l'ouvrage d'art est achevé et l'armée franchit le Rhin »), rares sont les occasions où le général romain va faire entreprendre des travaux d'aménagement routier pour faciliter le passage de ses soldats. César lui-même dit des Gaulois qu'ils circulent « avec de nombreux chars et beaucoup de bagages selon l'habitude gauloise », donc obligatoirement sur des routes décemment entretenues.

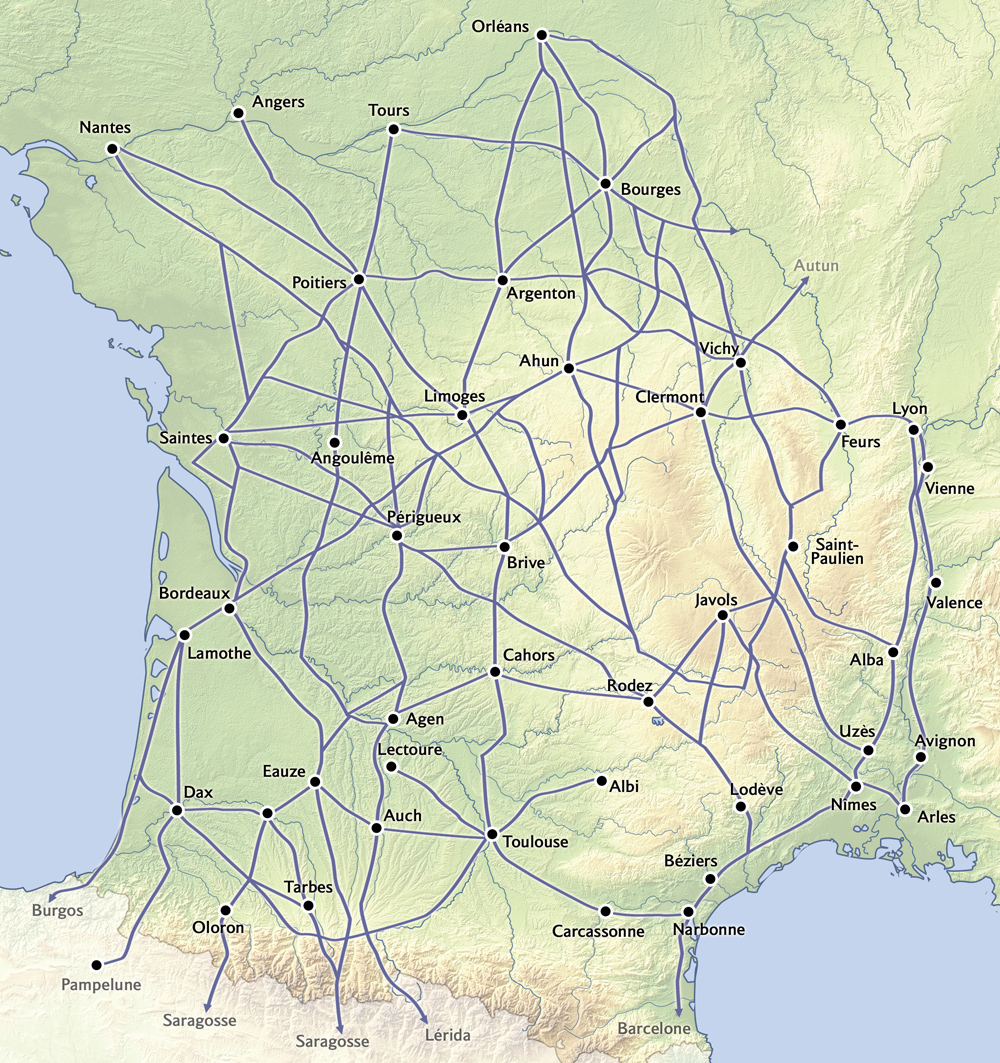
Les voies romaines en Aquitaine

Cela prouve donc qu'à cette époque, il existait en Gaule un réseau routier important et que les communications terrestres s'effectuaient déjà de manière plus que satisfaisante sur des chemins et des routes suffisamment entretenus pour permettre le déplacement rapide des légions. À de rares occasions comme à Cagny (Calvados) en 2008, ou le chemin Perré à Triguères (Loiret), ont également été mis au jour des vestiges archéologiques de routes gauloises constituées de voies empierrées et encadrées par des fossés. Par ailleurs les Romains ont très tôt repris de nombreux mots gaulois désignant des véhicules : le carros, passé en latin sous la forme carrus « char », la carruca « char à deux roues », l’*edsedon ou *adsedon, passé en latin sous la forme esseda, le carbanton « char à deux roues », passé en latin sous la forme carpentus (voir charpente) ou encore le petorriton « char à quatre roues », passé en latin sous la forme petorritum. L'existence de ces nombreux types de chars nécessitait dans les régions accidentées ou humides, des voies où ils pouvaient se déplacer rapidement et sans risque.
L'étude de la vie sociale et surtout économique de l'époque celte montre bien qu'à l'arrivée des légions romaines, existaient depuis fort longtemps de grands courants d'échanges commerciaux entre les différents peuples de la Gaule. Pour que ces relations puissent avoir lieu, il était nécessaire de disposer d'un réseau de voies de communication ad hoc.
Après la conquête, les ingénieurs romains ne feront que reprendre dans leur grande majorité ces tracés, en les améliorant et en les mettant aux normes des viae de la péninsule italienne. Ces aménagements vont de la rectification des tracés à la construction de ponts, gués ou stations et sont réalisés par les légions.
Bien avant la soumission de l'ensemble des peuples gaulois à la fin du Ier siècle av. J.-C., Rome avait, aux alentours de -120, conquis le sud de la Gaule dans un but purement stratégique : annexer les territoires compris entre l'Italie et les provinces d'Hispanie. La première décision politique prise alors sera la création d'une route dont la construction fut supervisée par le consul Cneus Domitius Ahenobarbus. Il reprit en l'aménageant plus ou moins le tracé de l'antique voie héracléenne et de la route empruntée par l'expédition d'Hannibal. Comme c'était la coutume, il donna son nom à cette voie. La Via Domitia ou voie Domitienne est ainsi la première route construite en Gaule suivant un schéma organisé, dès -118.
Bien que le développement global des voies romaines en Gaule ait débuté sous le règne de Jules César, c'est sous le principat d'Auguste qu'il va prendre son essor. Le pays lentement pacifié sera alors progressivement couvert d'un réseau, en romanisant d'abord ces voies anciennes, ensuite en créant des voies nouvelles qui allaient répondre au besoin nouveau d'expansion. Les travaux des grands axes de la Gaule furent ainsi confiés par Auguste, après son voyage en Narbonnaise en -27, à son gendre et conseiller privilégié Marcus Vipsanius Agrippa. Remarquable et talentueux administrateur, il choisit, pour des raisons d'ordre géographique, la ville de Lugdunum / Lyon comme origine de ces voies. L'aménagement de quatre grands axes fut achevé avant la fin du Ier siècle av. J.-C.
Le géographe Strabon, dans sa Géographie, les décrit ainsi : « Lyon se trouve au milieu de la Gaule comme l'Acropole au milieu d'une ville… c'est pourquoi Agrippa en fit le point de départ des grandes routes qu'il ouvrit. Au nombre de quatre, l'une va chez les Santons et en Aquitaine, la seconde se dirige vers le Rhin par Trèves, la troisième vers la mer du Nord, la quatrième gagne la Narbonnaise et le rivage de Marseille ».
Durant le Ier siècle furent renforcés les axes menant à la Germanie. La mise en place des autres grands axes et voies secondaires fut achevée à l'époque d'Antonin le Pieux.
L'extension et l'amélioration des routes se feront ainsi jusqu'au milieu du IIIe siècle, lors des premières incursions des Francs et des Alamans, préfiguration des grandes invasions des Ve et VIe siècles.

## Les premières grandes voies romaines en Gaule
- La via Domitia. Construite à partir de 118 av. J.-C., elle était le lien principal entre l'Italie et l'Espagne. Elle arrivait en Gaule au col de Montgenèvre, en venant de Turin, passait ensuite par Briançon, Embrun, Gap, Sisteron, Apt, Cavaillon, Beaucaire, Nîmes, Montpellier, Narbonne et le col de Panissard, légèrement à l'ouest du col du Perthus.
- La via Julia Augusta, prolongement de la via Aurelia. Créée par Auguste, elle est plus récente que la Via Domitia. C'est la voie du littoral, venant de l'Italie (Vintimille) par La Turbie (Trophée des Alpes), Cemenelum (Cimiez à Nice), Antibes, Fréjus, Brignoles, Aix-en-Provence, Salon-de-Provence et Saint-Gabriel.
- La via Aquitania, sans doute construite à partir de 14 ap. J.-C. pour relier Narbonne, capitale de la Gaule narbonnaise, à Toulouse et Bordeaux.

## Les grands itinéraires partant de Lyon

Les principales voies construites en Gaule sous l'Empire romain.

- La route de l'Italie. Elle permet de rejoindre Rome par la plaine du Pô. Plusieurs possibilités s'offraient pour cela au voyageur :
  - En rejoignant Aoste (Italie) par Vienne, Aoste (France), Chambéry, Bourg-Saint-Maurice et le col du Petit Saint-Bernard (Alpis Pœnina) ; à partir d'Aoste (F), un itinéraire se dirigeait vers le nord en remontant le Rhône, rejoignait Genève, contournait le lac Léman par le nord via Lausanne, Martigny au pied du col du Grand Saint-Bernard puis Aoste (Alpis Graia) où il rattrapait le précédent (voir carte, tracé en orange) ; la Vallée d'Aoste était parcourue par la route des Gaules jusqu'à Ivrée où la voie débouchait dans la plaine du Pô vers Milan et Plaisance.
  - En rejoignant Suse par Grenoble, le col du Lautaret et Briançon où l'itinéraire se greffait sur la voie Domitienne. Un autre itinéraire partait de Valence puis remontait la vallée de la Drôme, passait au col de Cabre, Veynes, Gap où il rejoignait la voie Domitienne.
  - En rejoignant la via Julia Augusta - ex-via Aurélia (littoral méditerranéen) jusqu'à La Turbie, par Vienne, Valence, Orange, Avignon et Saint-Gabriel / Arles.
- La route de la Germanie pour rejoindre Cologne, par Mâcon, Chalon-sur-Saône, Dijon, Langres, Toul, Metz et Trèves. C'est le grand axe nord-sud, des bords de la Méditerranée au limes germanique.
- La route de l'Océan pour rejoindre Brest (soit l'Aber Wrac'h ou Le Conquet) par Roanne, Nevers, Orléans, Tours, Angers, Nantes, Vannes, Carhaix et Brest (Gesocribate).
- La route d'Aquitaine par Feurs, Clermont-Ferrand, Limoges, Périgueux et Bordeaux ; elle rejoint les deux capitales successives de la Gaule aquitaine, Saintes et Bordeaux.
- Une deuxième voie atteint Bordeaux en contournant le Massif Central par le sud, passant par Feurs, Rodez, Cahors et Agen ; une partie de cet itinéraire prend au Moyen Âge le nom de voie Bolène, de Lyon à Usson-en-Forez selon Faure[6], ou le tronçon de Feurs à Rodez selon Lavendhomme[7].
  - La via Agrippa (Saintes-Lyon) en est la partie entre Clermont-Ferrand et Saintes par Limoges.
- via Agrippa de l'Océan par Autun, Auxerre, Sens, Meaux, Senlis, Beauvais et Amiens. Une variante partait de Langres pour rejoindre Reims, Soissons et Amiens. Elle rejoint le port d'embarquement pour la Bretagne et la capitale de la Belgique (Reims).

## Les autres grands itinéraires

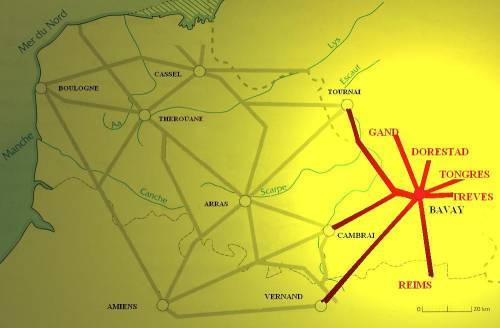
Les itinéraires du Nord de la France actuelle, centrés sur Bavay.

- De Marseille (Massalia) à Rennes (Condate). Cette route était également surnommée la route de l'étain. Une station de cette route a été retrouvée (site gallo-romain de Tintignac).
- La voie des Alpes qui joignait l'axe rhodanien de la via Agrippa, au départ de Valence à la via Domitia à Gap, en passant par Crest, Die et Luc-en-Diois.
- De Lyon à l'estuaire de la Seine par Chalon-sur-Saône, Autun, Sens, Lutèce et Rouen.
- De Bordeaux à Rouen par Périgueux, Limoges, Argenton-sur-Creuse, Orléans, Chartres, Dreux et Évreux. Une variante passait par Saintes, Poitiers, Tours, Le Mans et Lisieux.
- D'Arles à Saintes, partant de la Via Domitia, par Nîmes, le Vigan, Rodez, Cahors, Sarlat, Périgueux. La voie de Saintes à Périgueux se nomme le chemin Boisné en Charente.
- La voie d'Aquitaine, de Narbonne à Bordeaux par Toulouse.
- De Clermont-Ferrand à Rouen par Néris-les-Bains, Bourges et Orléans. Elle rejoignait la voie Bordeaux-Rouen.
- De Strasbourg à Boulogne-sur-Mer par Metz, Reims, et Amiens, qui emprunte la Route des Romains à Strasbourg.

- D'Aoste à Boulogne-sur-Mer par Besançon et Langres. Elle rejoignait alors dans cette ville la voie secondaire de Lyon à Reims.
- L'étoile de Bavay, où sept voies se rejoignaient, reliant la Germanie et le port de guerre de Boulogne-sur-Mer, Amiens par Arras, Tongres, Cassel, Trèves à l’est et Reims au sud).

- La voie romaine littorale (dite Camin arriaou en gascon pour sa partie landaise) reliait Bordeaux à Astorga (Espagne) en passant par le pays de Born, Dax, Ostabat, Saint-Jean-Pied-de-Port et Roncevaux.

De nombreuses voies ont relié toutes ces villes, et d'autres de moindre importance.